# Blesa
Blesa – gmina w Hiszpanii, w prowincji Teruel, w Aragonii, o powierzchni 80,39 km². W 2011 roku gmina liczyła 125 mieszkańców.